# Minerai et métallurgie du mercure
Pour les articles homonymes, voir Minerai.
Le mercure se retrouve principalement à la surface de la croûte terrestre sous forme de combinaison naturelle, par exemple le sulfure de mercure II (HgS) de couleur rouge vermillon appelé aussi cinabre.
La concentration en mercure du minerai des mines exploitées varie de 0,5 % à 5 %, avec quelques exceptions. 

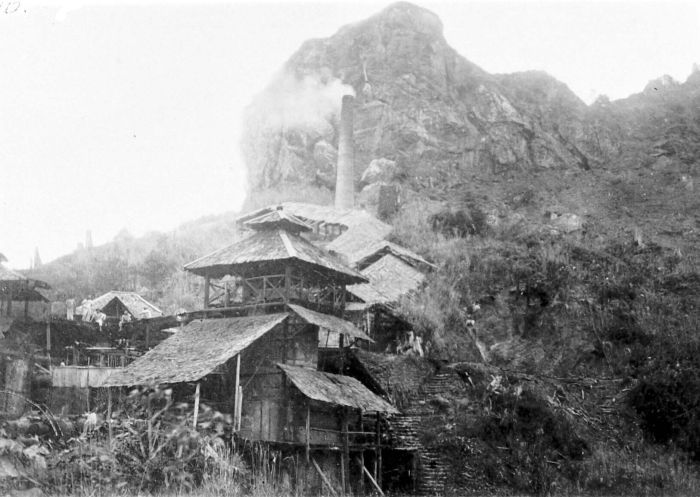
Mine et usine néerlandaise de production de mercure (sur l'île de Bornée, quand elle était une colonie néerlandaise

Citons par exemple la mine espagnole d'Almaden dont le minerai extrait au XIXe siècle contenait plus de 20 % de mercure (pour environ 2 % aujourd'hui) ! Cette mine conserve encore des quantités très importantes de mercure qui ne sont mises sur le marché qu'en fonction des besoins. De ce fait, la production de mercure de première fusion peut varier notablement d'une année à l'autre. Le mercure est habituellement vendu sous forme de « flacons » en fer aussi appelé « flasque » contenant à peu près 34,5 kg de mercure.

Il est également fourni aux industries en consommant beaucoup dans des conteneurs métalliques d'environ 46 cm de diamètre et 46 cm de hauteur contenant une tonne de mercure. On le trouve au détail en flacons souples du type compte-gouttes contenant 1 kg de mercure.
Le mercure n'est pour l'instant plus un métal stratégique. La production mondiale tend à diminuer.

En 1991, les réserves dites connues représentaient 593 400 tonnes (90 années de consommation) se répartissant alors comme suit, entre les principaux pays producteurs :
- Espagne : 93 150 t
- Italie : 69 000 t[2]
- Ex-URSS : 17 250 t
- Mexique : 8 625 t
- États-Unis : 6 900 t
- Algérie : 3 450 t
- Pérou  : 11 500 t [3] site fermé au XVIe siècle

On trouve également du mercure corps simple métal à l'état naturel sous forme de petites gouttes dans les roches mercurielles. Il est également significativement présent dans certains charbons, pétroles et gaz naturels et dans certains minerais complexes (de zinc notamment).

## L'exploitation du mercure en France
Il n'y a aujourd'hui en France aucune mine de mercure.

Des petits gisements ont été exploités par le passé : site du Mesnildot de La Chapelle-en-Juger (près de Saint-Lô), La Mure, Annières, Chalanches et Allemont dans l'Isère.

## Traitement du sulfure de mercure HgS

### Extraction
Dans une première étape, on récupère le mercure par grillage du sulfure de mercure à l'air vers 700 °C :
HgS + O2 → Hg + SO2
Δ H = -189,7 kJ/mol
Les gaz résultants sont condensés. La suie contient alors près de 80 % de mercure.

### Purification
Cette étape s'effectue maintenant principalement par distillation sous vide. Auparavant, on procédait à un premier lavage par une solution d'acide nitrique HNO3 diluée, ce qui éliminait les métaux plus oxydables que le mercure. Cette pratique est aujourd'hui limitée car elle pose des problèmes environnementaux.

## Les autres minerais de mercure
On dénombre plus de 20 autres espèces minérales. Leur intérêt économique est moindre. Citons cependant :
- coloradoïte (HgTe)
- tiemannite (HgSe)
- livingstonite (HgS.2Sb2S3)
- calomel (Hg2Cl2)

On trouve parfois du mercure en association avec le réalgar (AsS), l'orpiment (As2S3), etc.

## Récupération du mercure lors d'autres métallurgies
Le mercure est régulièrement trouvé en compagnie d'autres minerais sulfurés telle la blende (ZnS). On trouve aussi du mercure dans les mines d'or et d'argent. Ces productions de mercure sont loin d'être annexes.